# Foissac (Gard)
Foissac é uma comuna francesa na região administrativa de Occitânia, no departamento de Gard. Estende-se por uma área de 3,8 km². Em 2010 a comuna tinha 440 habitantes (densidade: 115,8 hab./km²).